# 神戸ポートタワー
神戸ポートタワー（こうべポートタワー）は、兵庫県神戸市中央区波止場町にあるタワー。2014年12月に登録有形文化財に登録されている。
1963年11月20日、神戸港中突堤に竣工した。下層3・4階は神戸国際港湾博物館となっていたが1987年3月で閉館、同年4月に後継施設となる神戸海洋博物館がメリケンパークに開館した。
2021年9月27日から耐震化など補強工事のため休館となっていたが、2023年12月21日にライトアップを再開し、2024年4月26日にリニューアルオープンした。

## 概要
タワーとしては世界初となるパイプ構造の建造物で、和楽器の鼓（つづみ）を縦に引き伸ばしたような独特のデザインとなっている。32本のパイプ（鋼管）により一葉双曲面を形成するつづみ型の外筒は、円柱型の内筒と水平ブレースで連結されている。
双曲面構造の優美さから「鉄塔の美女」と呼ばれ、日本で初めてライトアップされた建造物でもある。当時の神戸市長（第7代）であった原口忠次郎は、元内務省の技術官僚でもあったが、1959年にロッテルダムを訪れた際に、港を一望するユーロマストに感激し、このタワーの建設を思い立ち、その4年後に実現した。
塔体の塗装は銀色を予定していたが、地上からの高さが60mを越えるため当時の航空法により赤と白に変更された。ただし、東京タワーや当初の横浜マリンタワーのような赤と白の縞模様ではなく、外筒が赤、それ以外が白となっている。
神戸港のシンボルとして広く知られ、修学旅行などの観光客が港町神戸を学習する際にその多くが立ち寄る拠点ともなっている。中には売店・レストラン・展望台がある。キャラクターは神戸ポートタワー君（愛称はキャプテンタワー君）。
2024年4月26日のリニューアルオープン後に、360度の風景が一望できるガラス張りのタワー屋上展望フロアーが新規開設された。また、低層フロア（1-4階）にも屋外テラス付きの飲食店が出店した。また、このリニューアル前は低層4階部分から16台の投光器で高圧ナトリウムランプの光を当てていたが、リニューアル後は14台の投光器による発光ダイオード（LED）照明に変わった。通常はタワーの赤色が照らし出されているが、LED化によりあらゆる色を出すことが可能となり、神戸海洋博物館やメリケンパーク一帯をライトアップする企画でタワーは青や白など様々な色で照らされている。
第15回日本建築学会賞（1963年）、 建築業協会優良建築賞（BCS賞）、 照明学会照明普及会賞を受賞している。

## 歴史
1962年（昭和37年）8月、神戸港の開港90周年を記念する事業として大林組施工で着工。
1963年（昭和38年）11月に完成。建設時は港の景色が楽しめるように、中突堤の中ほどに建設された。しかし、1980年代中頃にメリケンパークの造成により東岸の水域が、1990年代後半に中突堤中央ターミナル（かもめりあ）等の開設により西岸の水域がそれぞれ埋め立てられ、以降は中突堤の付け根に建つ格好になっている。
1995年1月17日の阪神・淡路大震災によって中突堤は大きな損傷を受けたが、ポートタワーはほとんど損傷を受けず、震災から間もない2月14日、「復興に立ち上がる神戸市民の希望の灯に」と言う願いを込めてライトアップが再開された。

### 改修
2009年12月 - 2010年3月の間、神戸市によって建設以来の大規模な改修工事が行われた。総事業費は約3億3,000万円。17年ぶりの鉄塔の塗装の塗り直しをはじめ、LEDの使用による新たなライトアップや展望室のリニューアル（1階床の一部ガラス化および5階天井に光ファイバーを使用した星雲状の星空の演出）、バリアフリー化がなされた。照明の色は白1色から光の三原色（赤・青・緑）にすることにより40種類のイルミネーション演出が可能となった。2010年4月28日19時00分に式典が開催されリニューアルオープンした。
2013年11月21日、開業50周年式典が行われた。22日まで開業当時の入場料金、大人150円、子供80円で入場できるなどの特典があった。
2021年9月27日から老朽化対策や耐震性強化などの工事のため休館となり、2023年度に営業を再開する予定だった。しかし、台風などで工事の遅れが生じ、運営する民間事業者の選定に時間を要したため、営業再開は2024年4月26日となった。

### 沿革
一般財団法人 神戸観光局 港湾振興部公式サイトより抜粋。
- 1962年8月13日 神戸ポートタワー起工
- 1963年
  - 4月25日 神戸国際港湾博物館竣工（翌日オープン）
  - 11月20日 神戸ポートタワー竣工（翌日オープン）
- 1967年5月16日 下層4階を増築
- 1987年
  - 3月 神戸国際港湾博物館閉館
  - 4月29日 神戸海洋博物館竣工（翌日オープン）

## ギャラリー

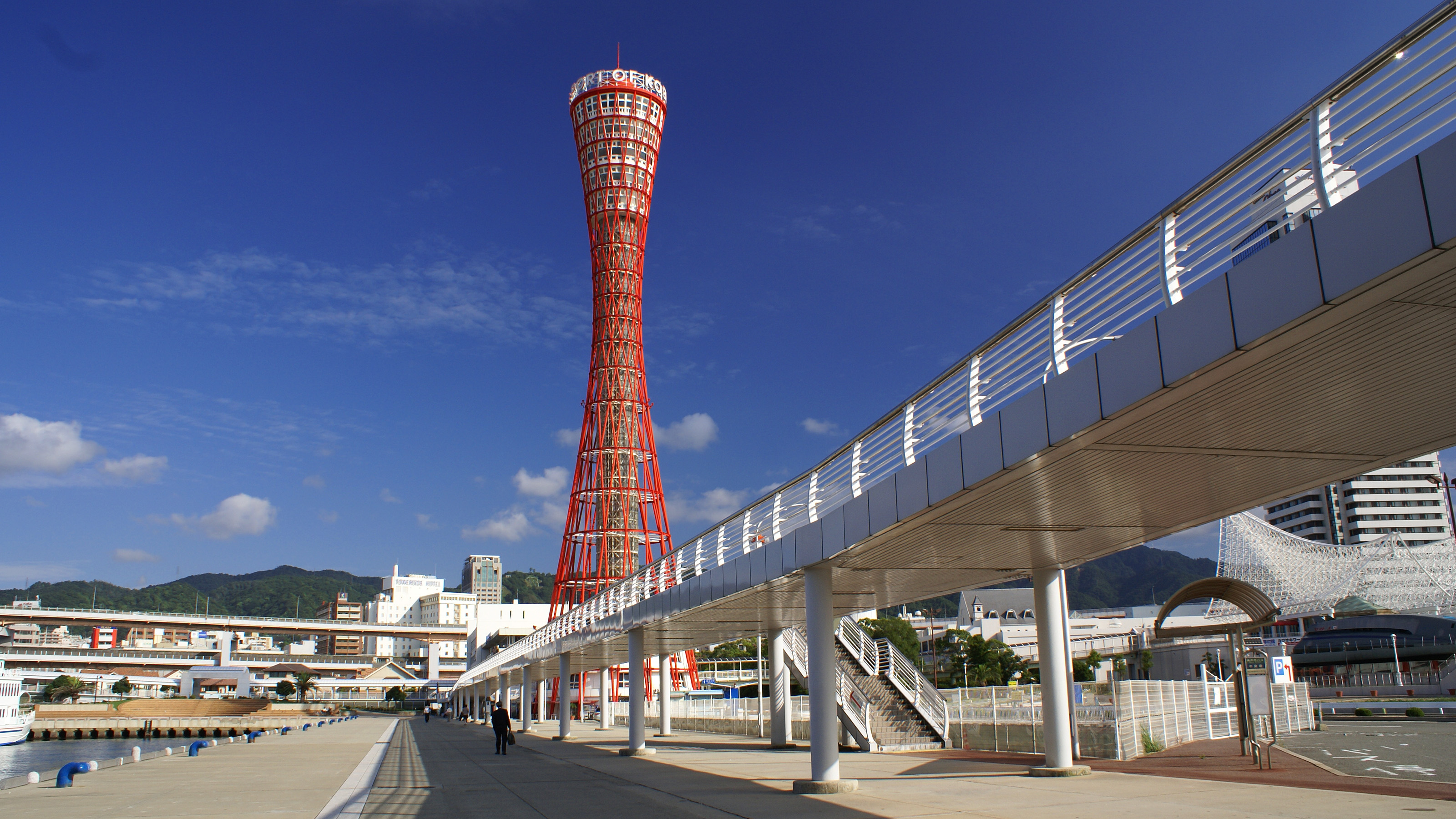
中突堤より
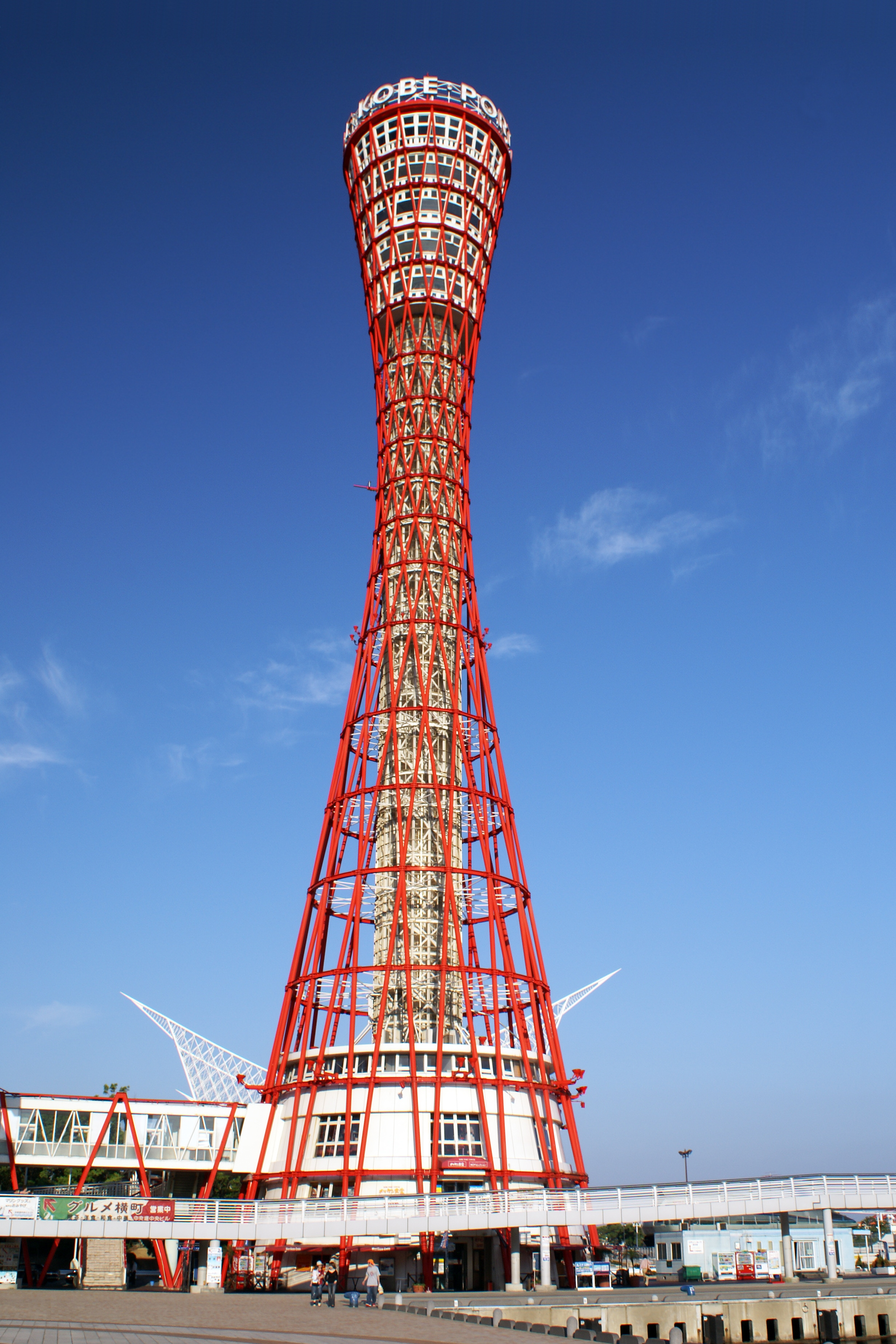
かもめりあより
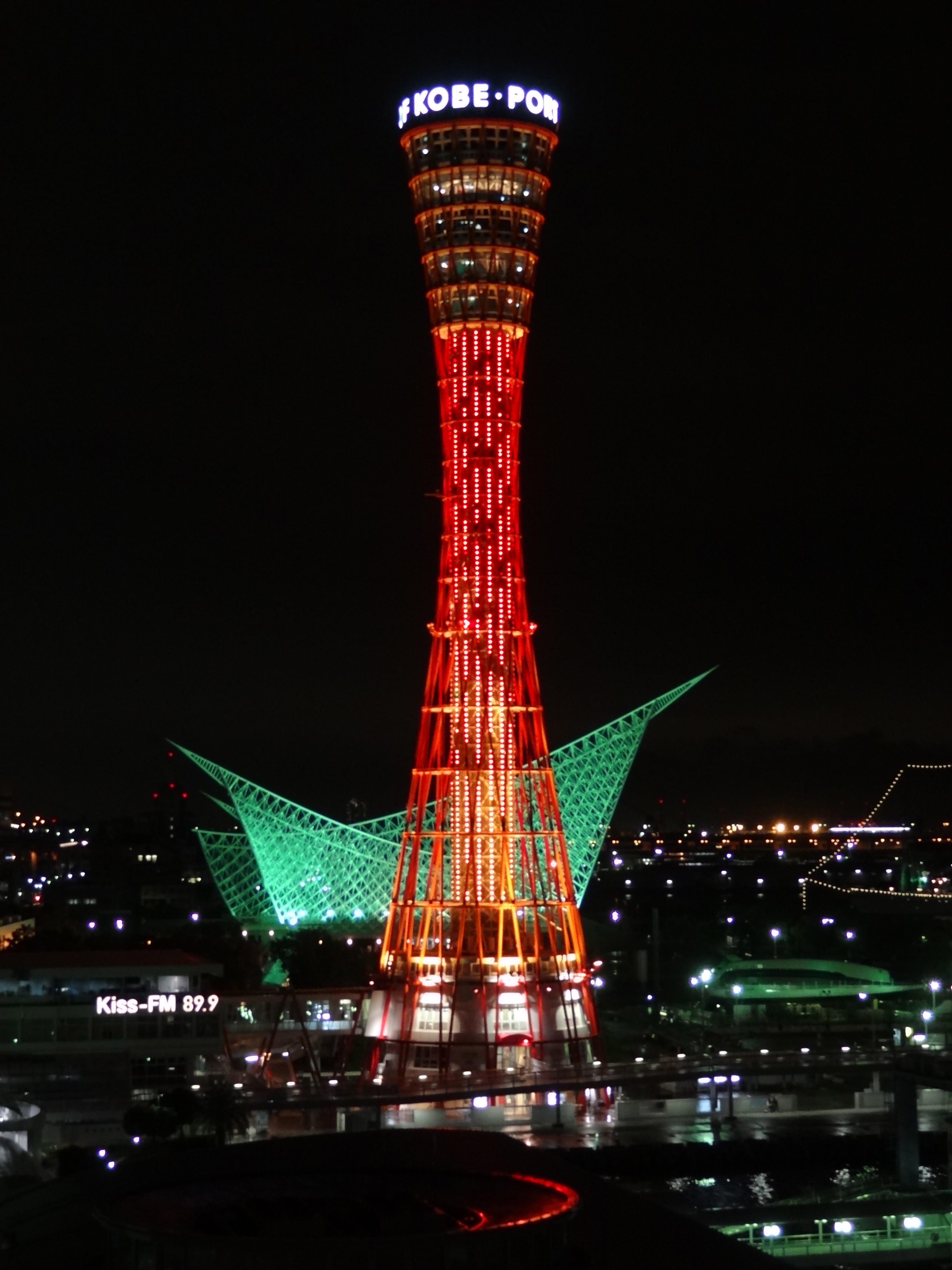
ホテル ラ・スイート神戸ハーバーランドより
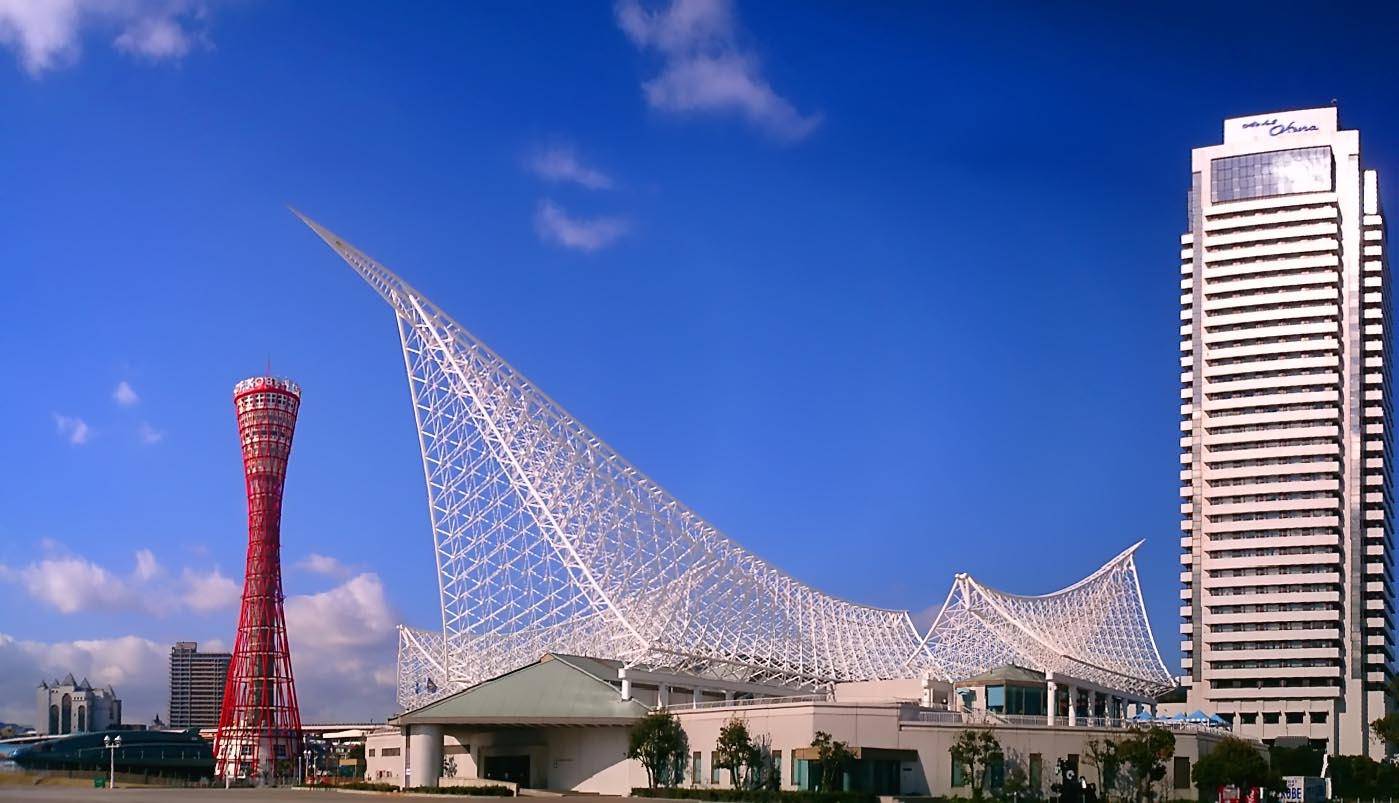
メリケンパークより
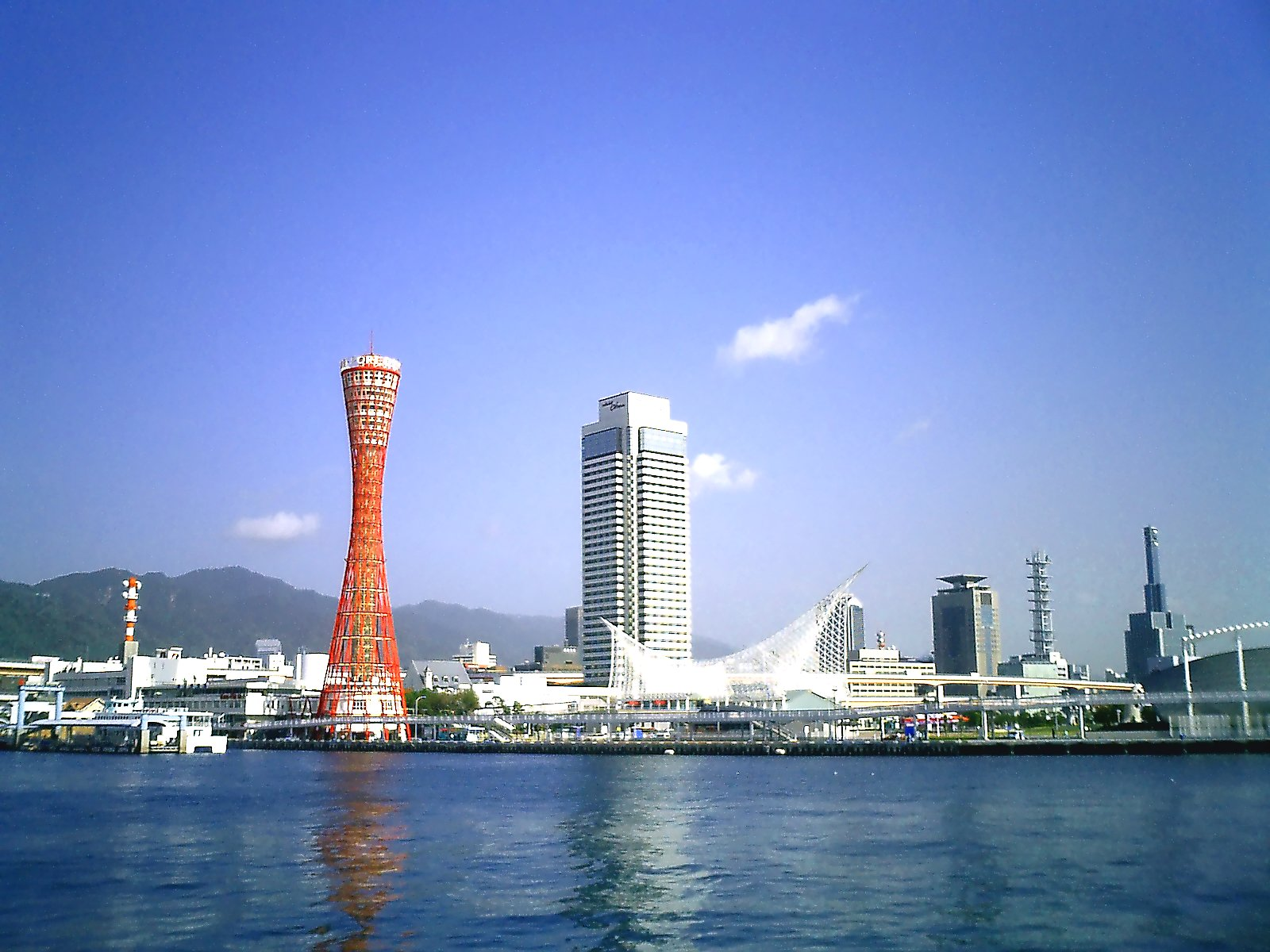
ハーバーランドより
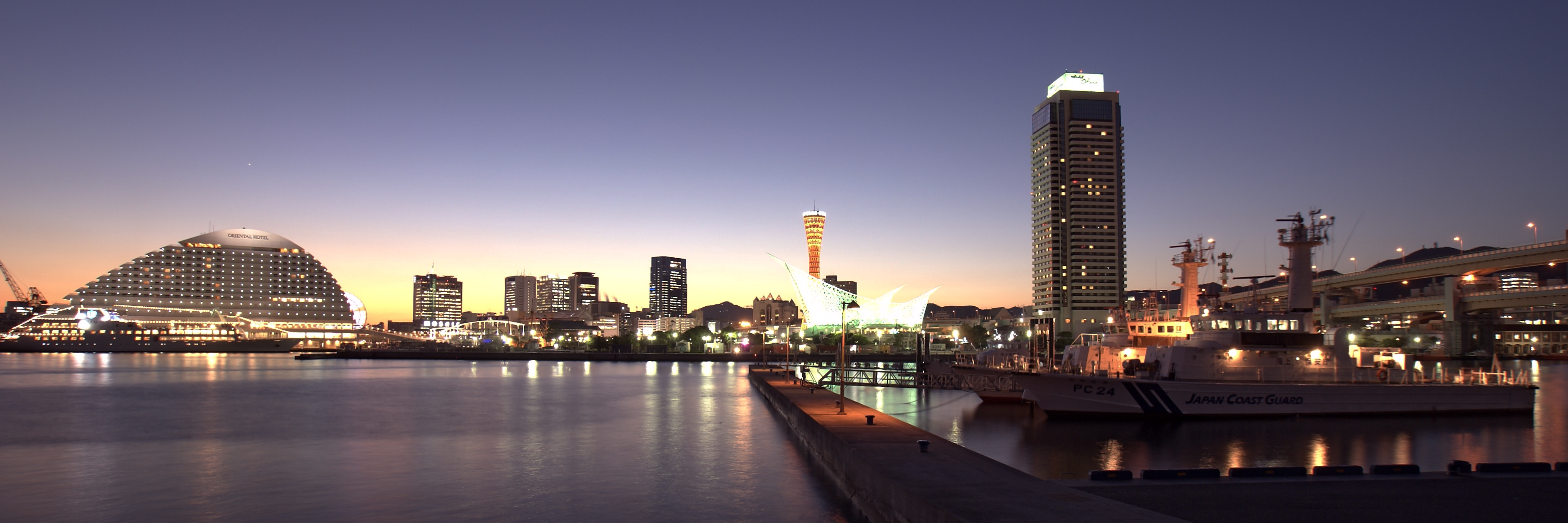
新港第一突堤より
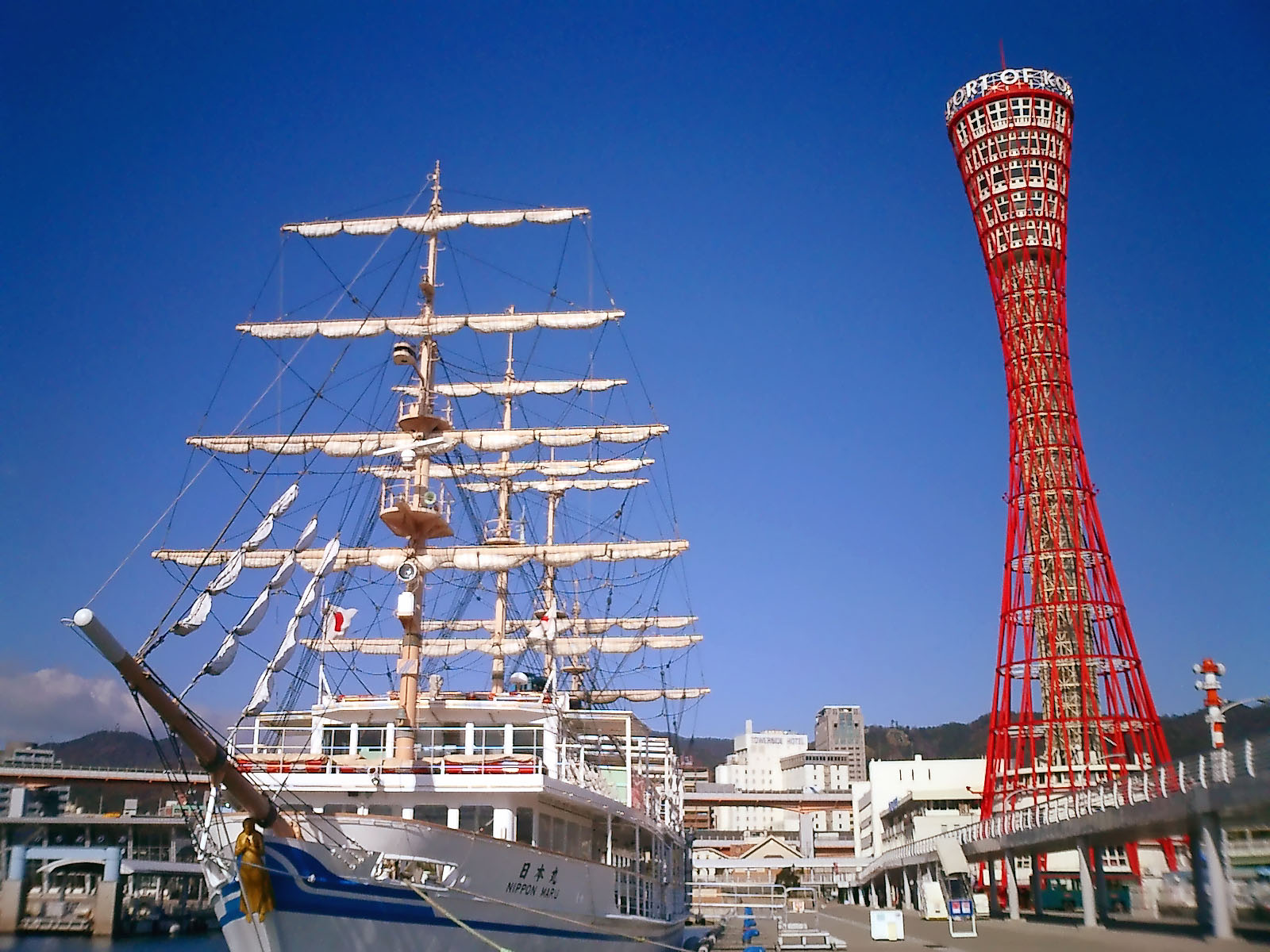
日本丸Ⅱ世とポートタワー
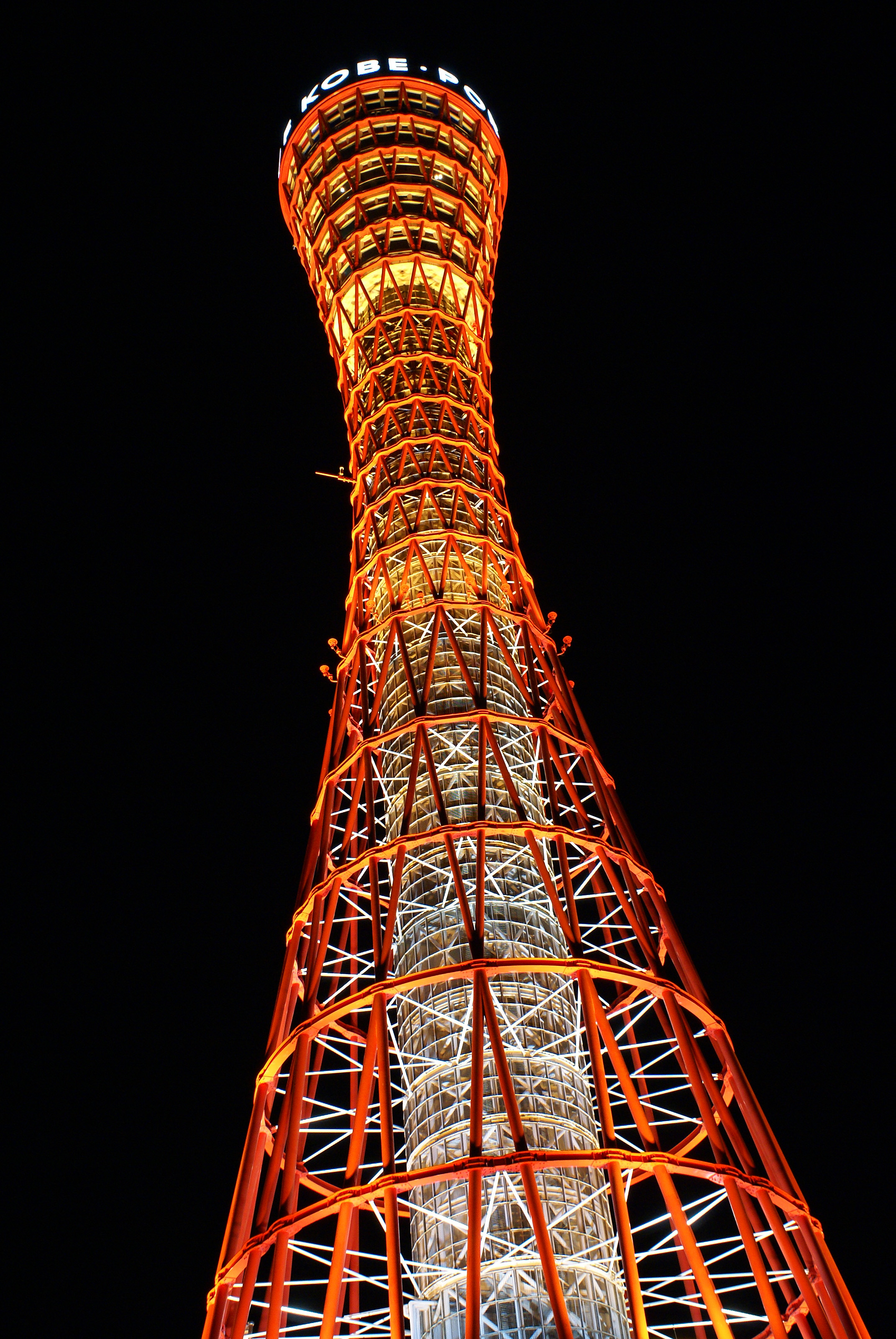
リニューアル前のライトアップ
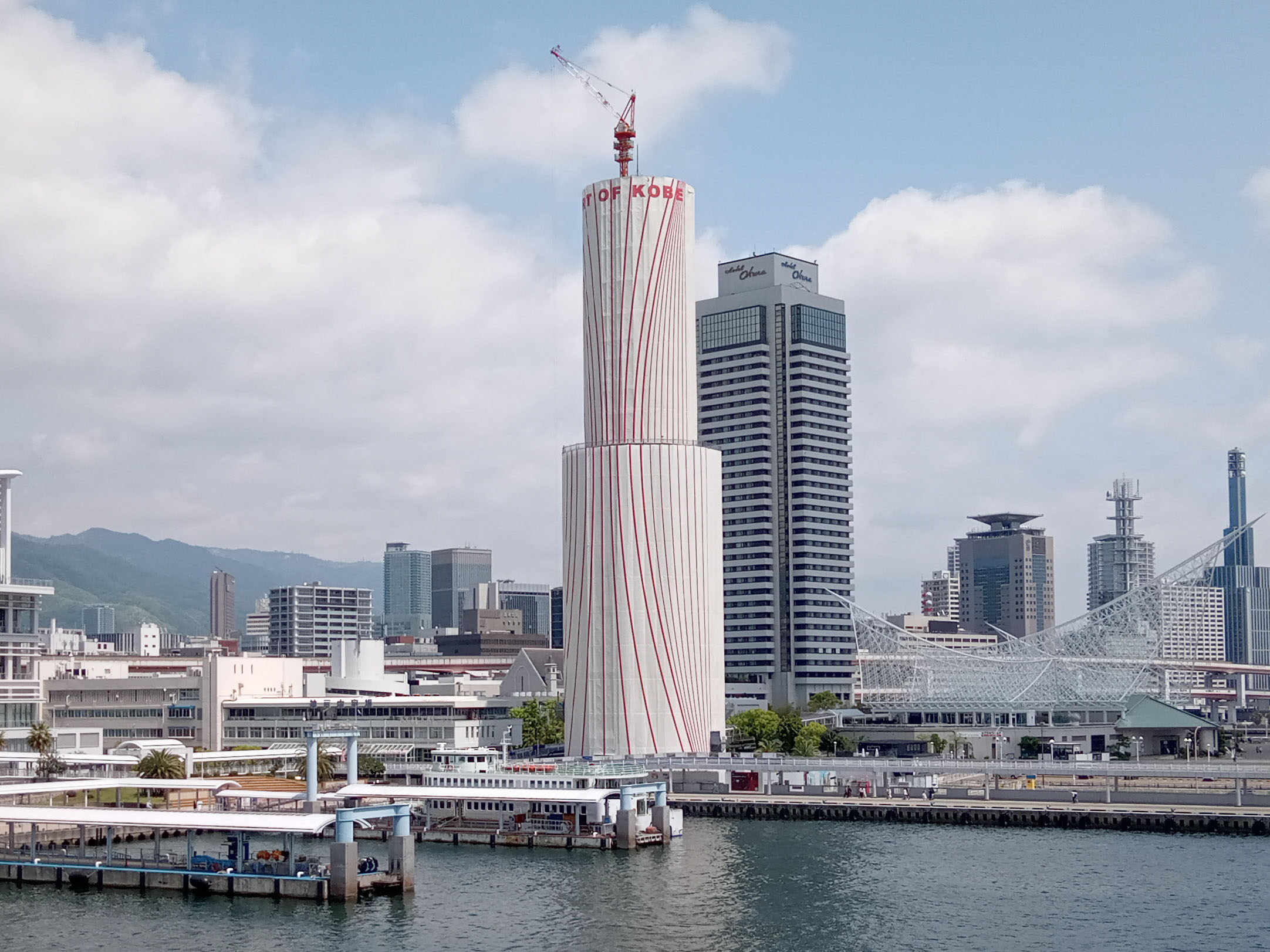
改修工事中のポートタワー
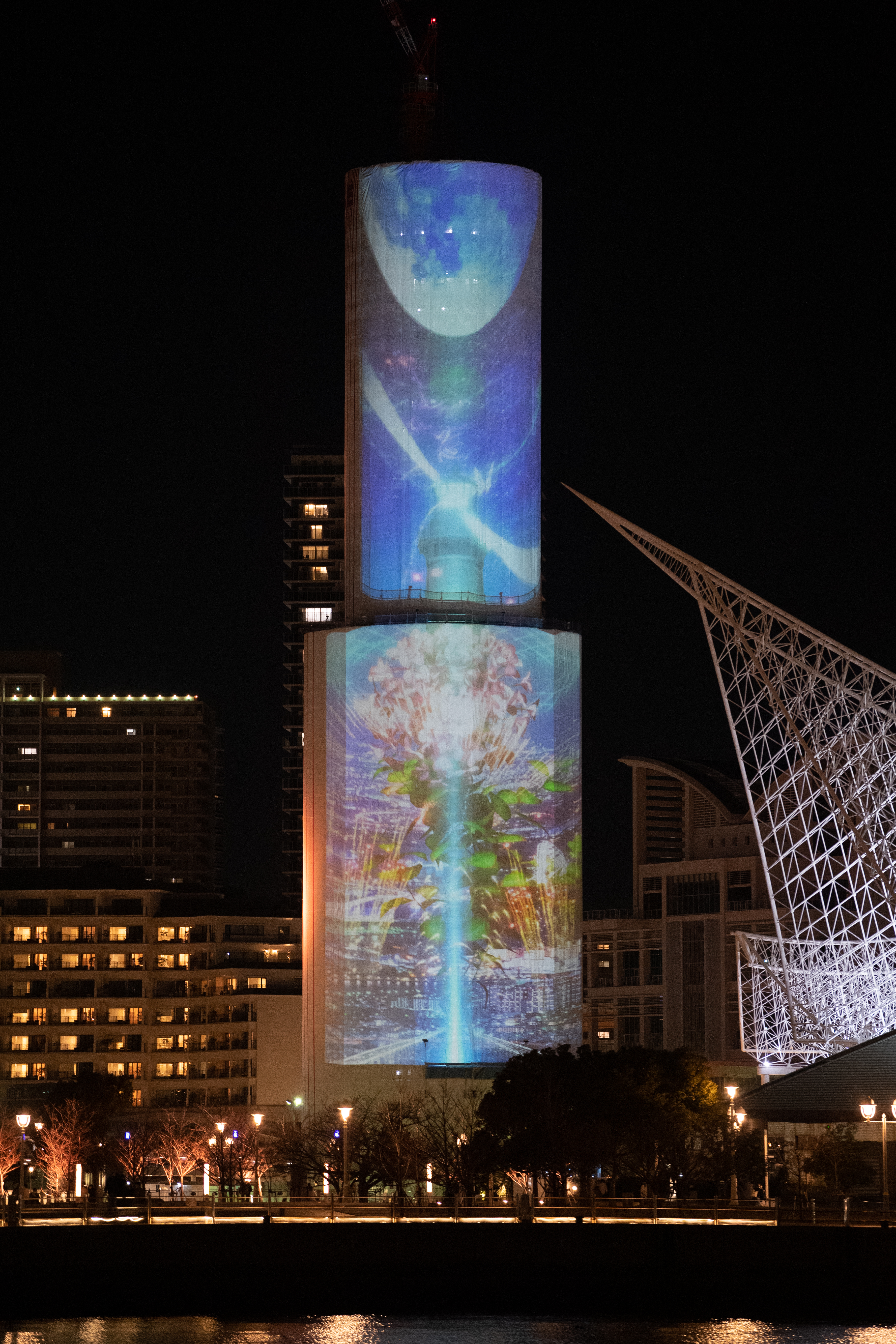
改修工事中の外壁を利用して行われたプロジェクションマッピング
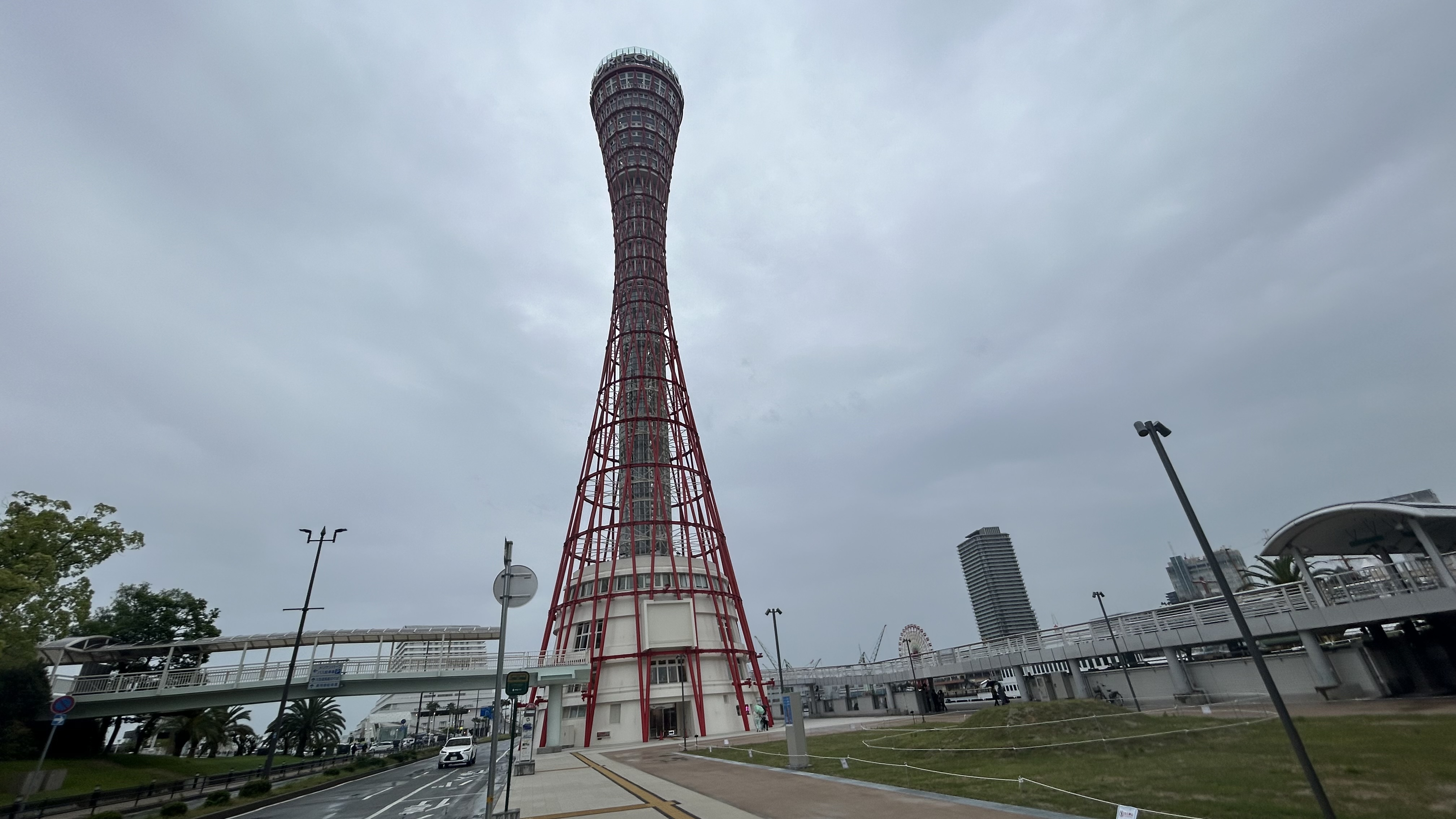
工事後のポートタワー

## 交通アクセス
- JR神戸線（東海道本線）・阪神本線・神戸高速線「元町駅」から徒歩15分
- 阪急神戸高速線「花隈駅」から徒歩15分
- 神戸市営地下鉄山手線「県庁前駅」から徒歩20分
- 神戸市営地下鉄海岸線「みなと元町駅」から徒歩5分

## 周辺の名所・文化施設
- 中突堤
  - メリケンパークオリエンタルホテル
    - 中突堤旅客ターミナル - ルミナス神戸2が発着
    - 兵庫エフエム放送
- 中突堤中央ターミナル（かもめりあ）
- メリケンパーク
  - 神戸海洋博物館
  - メリケン波止場
  - 神戸港震災メモリアルパーク
  - フィッシュ・ダンス
- 神戸ハーバーランド
  - 高浜旅客ターミナル - コンチェルトが発着
- 旧居留地 - 神戸商船三井ビル、チャータードビル、神戸市立博物館
- 南京町